# 331P/Gibbs
Pour les articles homonymes, voir Comète Gibbs.
La comète Gibbs, officiellement 331P/Gibbs, est une comète périodique du système solaire, découverte le 26 août 2004 par Alex R. Gibbs.